# Lycodapus dermatinus
Lycodapus dermatinus és una espècie de peix de la família dels zoàrcids i de l'ordre dels perciformes.

## Morfologia
- Els mascles poden assolir 8,9 cm de longitud total.[4][5]

## Hàbitat
És un peix marí i d'aigües profundes que viu fins als 1.010 m de fondària.

## Distribució geogràfica
Es troba des d'Alaska fins al Perú.

## Observacions
És inofensiu per als humans.